# Schlacht von Alsen
Missunde • Königshügel • Danewerk • Schlei • Oeversee • Jütland • Vejle • Jasmund • Düppeler Schanzen • Fredericia • Helgoland • Alsen • Lundby • Nordfriesische Inseln
Die Schlacht um Alsen (Dänisch: Slaget om Als) wurde vom 29. Juni bis zum 1. Juli 1864 zwischen den Königreichen Dänemark und Preußen geschlagen.

## Vorgeschichte

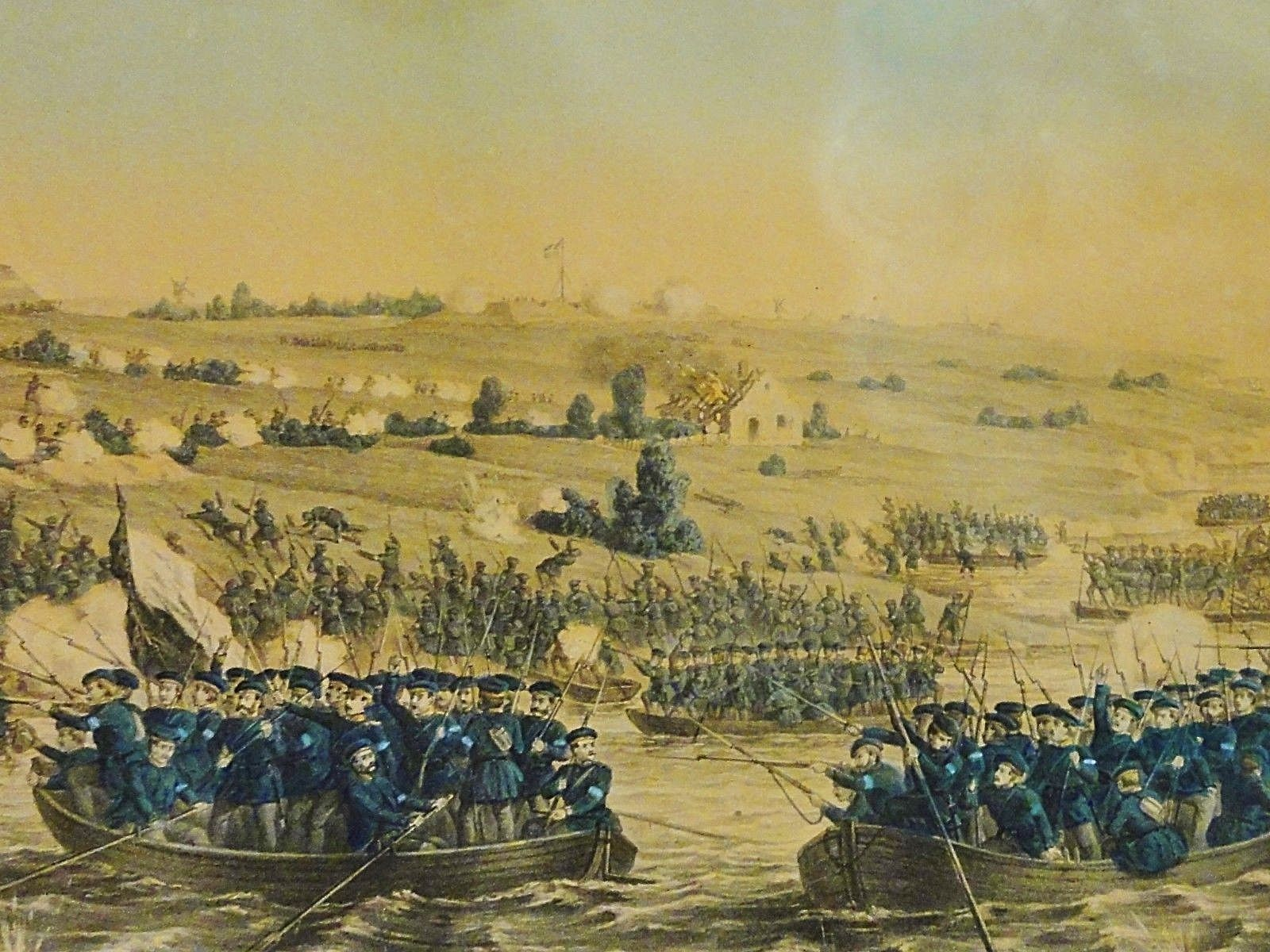
Die Amphibische Landung am Arnkiel

Am 26. Juni 1864 lief eine kurze Waffenruhe ab, das preußische I. Korps unter General der Infanterie Herwarth von Bittenfeld rückte vom Sundewitt nach Alsen vor. Der preußische Generalstab gab Befehle, den Alsensund – die Meerenge, welche Alsen von Jütland trennt – in der Nacht vom 28. zum 29. Juni 1864 zu überqueren, eingesetzt waren dafür:
6. Division unter Generalleutnant von Manstein
- 12. Brigade Roeder: 4. Brandenburgisches Infanterie-Regiment Nr. 24 und 8. Brandenburgisches Infanterie-Regiment Nr. 64
- 26. Brigade Goeben: 6. Westfälisches Infanterie-Regiment Nr. 55 und 2. Westfälisches Infanterie-Regiment Nr. 15 („Prinz Friedrich der Niederlande“)

13. Division unter Generalleutnant von Wintzingerode
- 11. Brigade Canstein: Brandenburgisches Füsilier-Regiment Nr. 35 und 7. Brandenburgisches Infanterie-Regiment Nr. 60
- 25. Brigade von Schmid: 1. Westfälisches Infanterie-Regiment Nr. 13 und 5. Westfälisches Infanterie-Regiment Nr. 53[1]

Zur Überquerung wurde Øster Snogbæk an der nördlichen Spitze der Enge auserwählt, da man dort durch den Sottrup Stroskov Wald vor den Augen der dänischen Soldaten versteckt bleiben würde. Der Kommandant auf Alsen, Oberst Peter Frederik Steinmann verfügte über drei Brigaden:
- Brigade Faaberg mit 4. und 6. Regiment
- Brigade Bülow mit 5. und 10. Regiment
- Brigade Kaufmann mit 3. und 18. Regiment

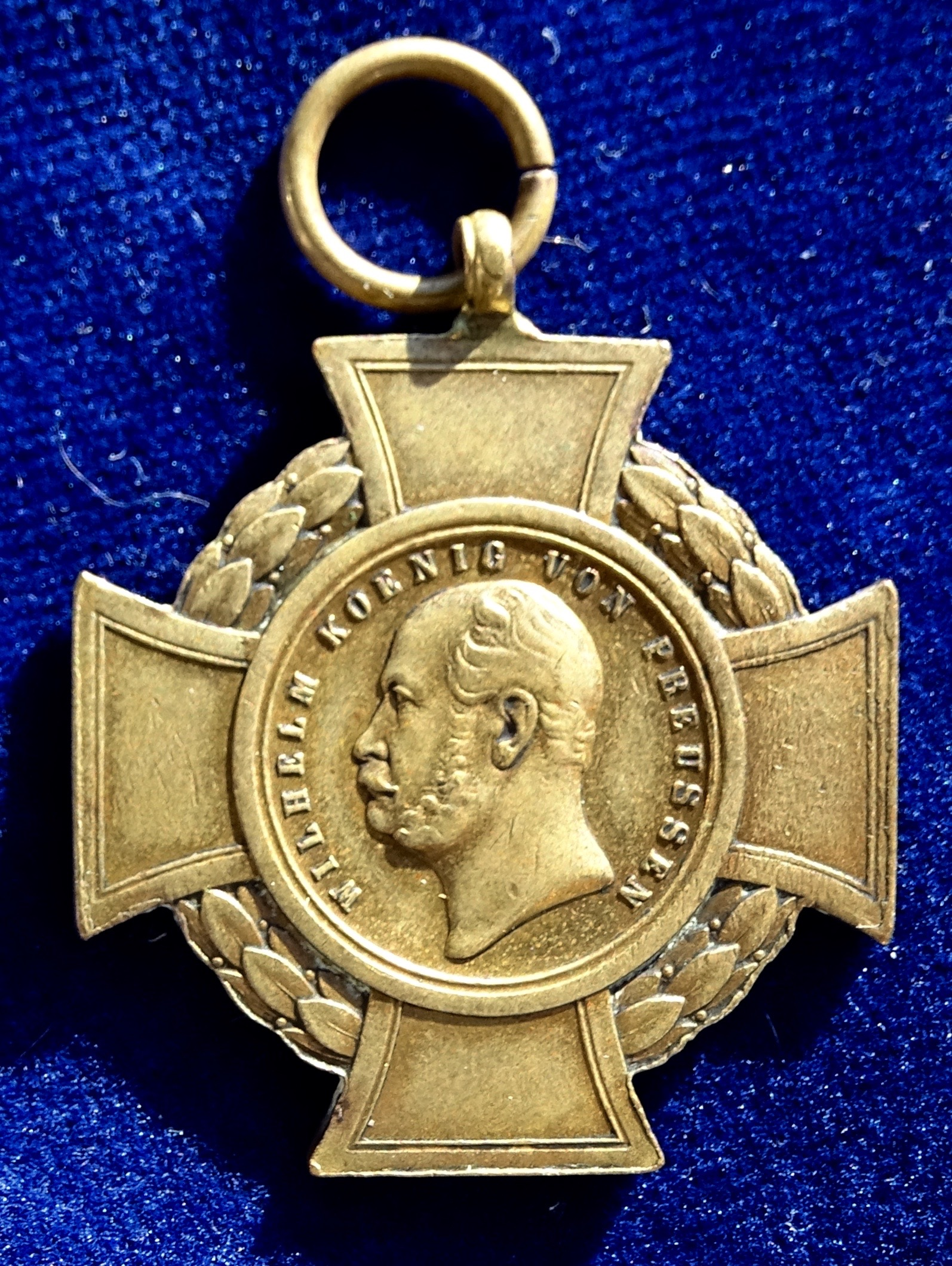
Schleswig-Holstein, Alsenkreuz 1864 zur Schlacht von Alsen. Gestiftet von König Wilhelm I. von Preußen für alle am 29. Juni 1864 an der Schlacht beteiligten Kämpfer und Nichtkämpfer. Vorderseite

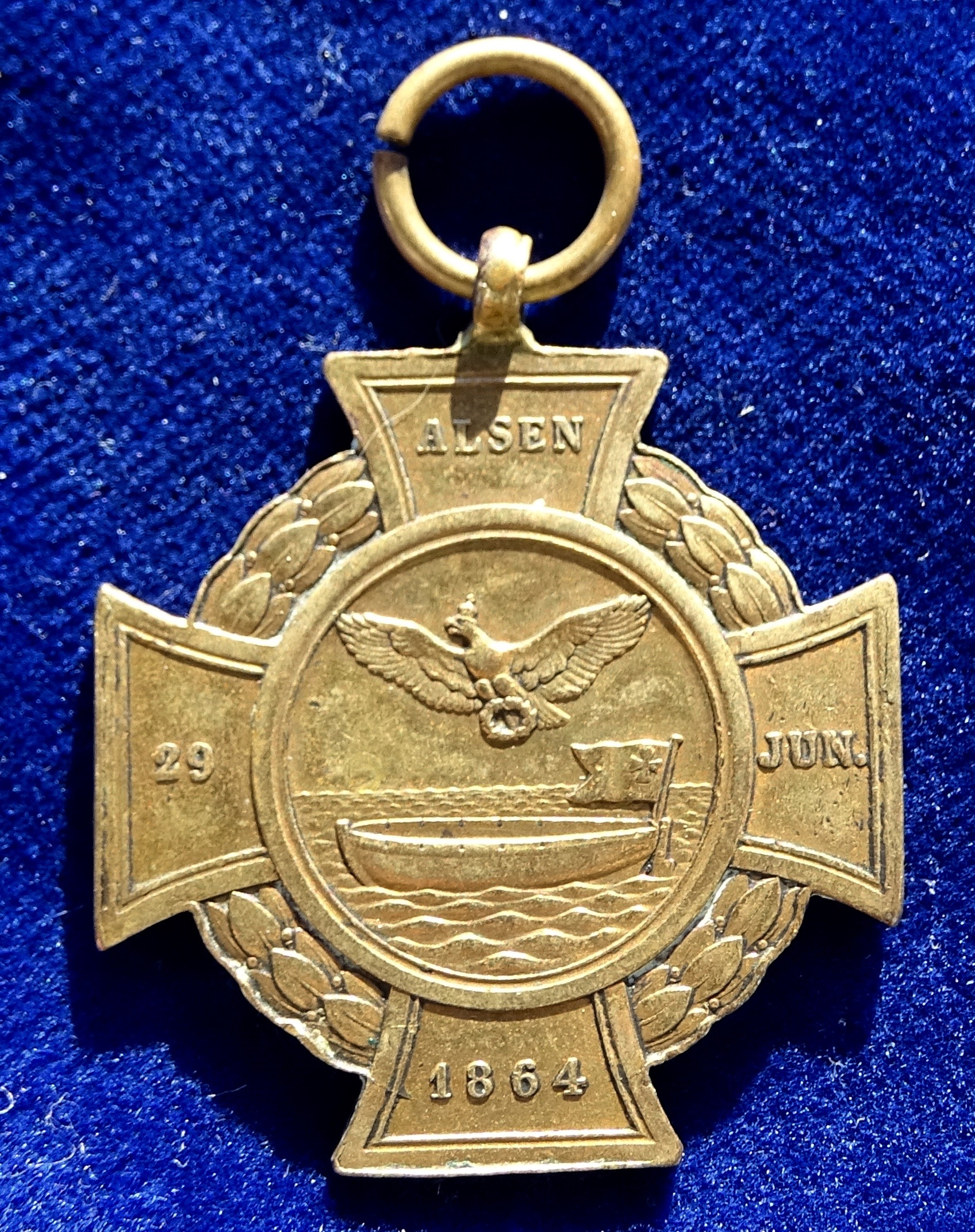
Die Rückseite des Alsenkreuzes

Nachdem sich der preußische Oberbefehlshaber Prinz Friedrich Karl entschlossen hatte, den Sund an seiner nördlichen Ausmündung zu überschreiten, war die große Artilleriekonzentration bei Ballegaard nicht mehr nötig.
Von Sonderburg bis Arnkielsöre waren von den Dänen auf der anderen Seite des Sunds etwa 10–12 Schanzen angelegt, von denen die stärksten die bei Rönhof und Arnkiel waren. Die preußische Division Manstein wurde dazu bestimmt, mit der 12. Brigade unter General von Roeder bei Satrupholz überzusetzen und in den Besitz der Batterien von Fohlenkoppel und des Vorwerks Rönhof zu gelangen. Zuerst sollten die Regimenter 24 und 64, dann das 15. und 55. Regiment sowie das Brandenburgische Jäger-Bataillon eingeschifft werden. Später sollte Mansteins Division gegen Ulkebüll und Hörup vordringen um die Dänen dort am Rückzug über See zu hindern. Die Division Wintzingerode hatte im zweiten Treffen zu folgen, mit der 25. Infanterie-Brigade voraus und auf Ulkebüll angesetzt; dahinter sollte die 11. Infanterie-Brigade als Reserve nachfolgen. Am äußersten linken Flügel, bei Schnabeck-Hage, war eine starke Batterie errichtet worden, um die dänische Marine am Einlaufen in den Sund zu hindern.

## Verlauf
Am 29. Juni um 02:00 begannen etwa 2500 preußische Soldaten mit kleinen Booten die Überquerung des Alsensund. Das dänische Turmschiff Rolf Krake bereitete den Preußen dabei große Schwierigkeiten und zwang die Soldaten zum Abbruch der Überquerung.
Die Operation konnte erst fortgeführt werden, nachdem eine preußische Kanone das Schiff an der Brücke traf und es somit zum Umkehren zwang. Kapitän Rothe musste seinen Einsatz nach zwei Stunden und Abgabe von 116 Schuss wieder abbrechen.
Um 02:15 landeten die ersten Truppen in Arnkil (Arnkiel) und konnten unter schweren Bombardement die dänischen Stellungen einnehmen. Von hier aus konnte eine Pontonbrücke gebaut werden, um mehr Soldaten das Überqueren zu ermöglichen. Nach einem Gefecht konnten nach kurzer Zeit auch Sonderburg und Kær (Kjär) erobert werden. Darauf mussten sich die übrig gebliebenen Dänen nach Kegnæs (Kekenis) zurückziehen, wo sich die Soldaten entweder den Preußen ergeben haben oder durch Schiffe evakuiert wurden. Die dänische Brigade Kaufmann die hinter Ulkebüll zurückging und zwischen dem Augustenburger Fjord und dem Süderwald eine Aufnahmsstellung bezog, deckte den Rückzug der geschlagenen Brigaden Faaborg und Bülow. Die dänische Armee musste in dieser Schlacht etwa 3000 Verluste hinnehmen.

## Arnkiel-Denkmal
1872 wurde am Arnkiel das Arnkiel-Denkmal am Alsensund aufgestellt.